# Стабија (Фиренца)
Стабија је насеље у Италији у округу Фиренца, региону Тоскана.
Према процени из 2011. у насељу је живело 1755 становника. Насеље се налази на надморској висини од 21 м.